# São Mauro Abade (título cardinalício)
San Mauro Abate (em latim: Sancti Mauri Abbatis) é um título cardinalício estabelecido pelo Papa Francisco em 7 de dezembro de 2024. A igreja titular deste título é a igreja de San Mauro Abate.

## Titulares protetores
- Fernando Natalio Chomalí Garib (desde 2024)